# Кипрско-турецкий конфликт в связи с правами на газовые месторождения в Средиземном море
После оккупации половины Кипра в 1974 году Турция препятствует разработке морских газовых месторождений около острова под предлогом защиты интересов кипрских турок.

## История
Конфликт возник после того, как в 2011 году американская компания Noble Energy обнаружила в морской исключительной экономической зоне Республики Кипр газовое месторождение «Афродита», запасы которого оцениваются в 140-170 млрд. кубометров. Между ЕС и Кипром в 2017 году была достигнута договорённость об поставке газа с этого месторождения в Европу по Средиземноморскому магистральному газопроводу.
Французская компания Total и итальянская компания Eni начали разведочное бурение на лицензионных блоках 11 и 6 у берегов Кипра.
Турция с 2011 года заявляла, что добыча газа в Средиземном море без учёта её претензий и мнения турецкой общины Кипра противоречит международному праву, и угрожала защитить свои интересы силой. Она отказывается признавать договоры о проведении морской границы между Кипром и Ливаном, Кипром и Египтом, Кипром и Израилем, заключённые в 2003, 2007 и 2010 годах соответственно, по которым эти государства поделили большую часть морского дна вокруг Кипра.
В феврале 2018 года турецкие военные корабли заставили буровое судно Saipem 12000 итальянской компании Eni покинуть прибрежные воды Кипра. 
В мае 2019 года к берегам Кипра было направлено первое турецкое буровое судно, что привело сначала к возмущению Кипра и поддерживающей его Греции, а затем и к выдаче ордера на арест экипажа судна. Несмотря на призывы ЕС и США отказаться от бурения, в начале июля 2019 года Турция прислала туда второе буровое судно. Турция пообещала «защищать права турок-киприотов на шельфовые месторождения, в том числе с применением вооруженных сил».
В начале октября 2019 года министр энергетики и природных ресурсов Турции Фатих Донмез заявил, что Турция начнёт разведывательное бурение у берегов Кипра. 
14 октября 2019 года министры иностранных дел ЕС согласовали введение режима санкций по отношению к физическим и юридическим лицам Турции, несущим ответственность за незаконное бурение в Восточном Средиземноморье или причастным к нему. 17 октября это решение одобрил Совет ЕС.
15 ноября 2019 года вице-президент Турции Фуат Октай заявил, что турецкое буровое судно Fatih приступило к бурению скважины к югу от полуострова Карпас на Кипре.